# Тося Кислицына
То́ся (Анастаси́я Полика́рповна Кисли́цына)  — литературный персонаж, созданный Борисом Васильевичем Бедным. Его повесть «Девчата», опубликованная в «Роман-газете» в 1961 году, принесла писателю большую известность и была переведена на 15 языков, в том же году по мотивам повести был снят одноимённый фильм.
Исполнительница роли Тоси в фильме актриса Надежда Румянцева получила в 1962 году приз «За лучшее исполнение женской роли» Международного кинофестиваля в Мар-дель-Плата (Аргентина), иностранные газеты называли актрису «Чарли Чаплином в юбке», а итальянцы — «русской Джульеттой Мазиной».

## Биография
Тося (Анастасия Поликарповна Кислицына) родилась 17 октября 1938 года в селе Горожанка Рамонского района Воронежской области на берегу реки Дон. Родители Поликарп Ефимович Кислицын (погиб на фронте), мать Наталья Ивановна Кислицына (в девичестве Петрова). Тося осталась круглой сиротой в 3 года, когда 6 июня 1942 г. при налёте фашистской авиации на село Горожанка было убито 6 человек, в числе которых была её мать. Как сирота, по собственному признанию, «ни одного письма в жизни не получила».

### По книге
Отец Анастасии погиб на фронте в составе Второго Украинского фронта в 1943 году, когда ей было 5 лет. 28 июля 1943 в «барской усадьбе» был образован детский дом, в который и попала девочка.

### По фильму
Отец Анастасии погиб на фронте ещё до её рождения. Подробностей о детском доме нет.

## Образование

### По книге
Высшего образования не имеет. После окончания школы работала в совхозе, но после того, как покритиковала агронома, была уволена якобы «по собственному желанию», о чём она написала письмо в газету, и на время проверки редакцией фактов устроилась домработницей к преподавателям. Но работа домработницы ей была не по нраву, и через три недели она завербовалась на работу на Север и уже там поступила в вечернюю школу.

### По фильму
В 1958 году с отличием окончила Симферопольское кулинарное училище и попала по распределению на Урал, где живут и трудятся лесозаготовители.
Имеет широкие познания в кулинарной сфере, является профессионалом своего дела, но по книге — Филя из-за личной неприязни никогда не хвалит её еду.[значимость факта?]
А что, картошка? Ты думаешь, картошка – это так вот просто, сварил и съел? Не тут-то было! Из картошки знаешь, сколько можно блюд приготовить? А ну, считай: картошка жареная, отварная, пюре, картофель фри, картофель пай. Картофельные пирожки с мясом, с грибами, с капустой и так далее. Картофельные оладьи, соус грибной, соус томатный, соус сметанный и так далее. Картофельная запеканка, картофель тушёный с черносливом, картофель тушёный с лавровым листом и с перцем, картофель молодой отварной с укропом, шаньги… И это только блюда из картошки…х/ф «Девчата»
Известность приобрело такое блюдо Тоси, как бутерброд с вареньем.
Имя персонажа иногда используется как нарицательное для работниц столовых на Севере.
По книге, Тося однажды работала с лесорубами и пилила дерево бензопилой «Дружба» Ильи Ковригина; в фильме этой сцены нет.[значимость факта?]

## Характер
Тося Кислицына — молодая восемнадцатилетняя девушка маленького роста, наивная и энергичная, боевая и никогда не унывающая. Смелая, наивная, дерзкая, похожая на девчонку. Несмотря на её молодость, заметно, что Тося давно уже привыкла к самостоятельности и всюду, куда бы ни забросила её судьба, чувствует себя как дома. Очень дружелюбная и компанейская, однако всегда твёрдо стоит на своей точке зрения, что подчеркивает её неумолимую принципиальность.

## Личная жизнь
Состоит в отношениях с Ильёй Ковригиным, и, видимо, любит его. Они познакомились в уральском леспромхозе, где Анастасия работает поваром по распределению. Илья Ковригин является бригадиром лесорубов и «первым парнем на деревне». Отношения Ильи и Тоси строились непросто.
А вы всегда с папироской танцуете? И в шапке? Так вот, с такими я не танцую!х/ф «Девчата»
Отказавшись принять приглашение на танец, которое Тося сочла оскорбительным, она вызывает интерес у Ковригина Ильи, что впоследствии стало фундаментом для их отношений.
После выхода фильма появилось выражение Тоси «укладывать парней в штабеля».